# Anne-Marie Beretta
Anne-Marie Beretta (Béziers, 1937) is een Franse modeontwerpster.

## Biografie
In 1957, op 20-jarige leeftijd, verhuisde Beretta naar Parijs, aangemoedigd door Roger Bauer om een carrière in het modegebied te beginnen.